# کارل ون شایک
کارل ون شایک (انگلیسی: Carel van Schaik؛ زادهٔ ۱ ژانویهٔ ۱۹۵۳) جانورشناس، انسان‌شناس، و استاد دانشگاه دانشگاه زوریخ اهل پادشاهی هلند است.